# Michael Kamen
Michael Arnold Kamen (New York, 15 aprile 1948 – Londra, 18 novembre 2003) è stato un compositore, musicista e direttore d'orchestra statunitense, specializzato nella musica per colonne sonore cinematografiche.

## Biografia
Kamen nacque a New York e studiò alla High School of Music & Art di New York e poi alla Juilliard School, dove studiò oboe.
Fondò la New York Rock & Roll Ensemble negli anni '60, una rock band, dove Michael suonava l'oboe, le tastiere e componeva la musica.
Kamen divenne presto un famoso compositore di musiche pop e rock. Lavorò con i Pink Floyd, David Gilmour, Roger Waters, i Queen, Eric Clapton, gli Aerosmith, Tom Petty, David Bowie,  gli Eurythmics, i Queensrÿche, i Rush, i Metallica, Herbie Hancock, The Cranberries, Bryan Adams,  Zucchero, Sting, Coldplay e Kate Bush.
Si esibì dal vivo con i Pink Floyd (unica volta in carriera) suonando le tastiere in Comfortably Numb durante il concerto di Knebworth, il 30 giugno 1990. Egli avrebbe dovuto partecipare anche al famoso concerto dei Pink Floyd svoltosi a Venezia il 15 luglio 1989, ma la sua barca rimase bloccata dalle altre, assiepate di fronte al palco galleggiante prima del concerto. Tuttavia, già dieci anni prima aveva suonato con i Pink Floyd per le registrazioni di The Final Cut in sostituzione di Richard Wright estromesso dal gruppo a causa degli attriti sorti con Roger Waters.
Nel 2002 partecipò al Concert for George come direttore d'orchestra.
Kamen scrisse undici composizioni d'orchestra, un concerto per sassofoni e lavorò per film come For Queen and Country, Brazil, The Adventures of Baron Munchausen, Highlander - L'ultimo immortale, X-Men, Robin Hood - Principe dei ladri, 007 - Vendetta privata, Arma letale & Trappola di cristallo, Goodbye Mr. Holland, Splitting Heirs, Al di là dei sogni e molti altri.
Nel 1999 prese parte all'album S&M (Metallica) che con il brano The Call of Ktulu vinse il Grammy Award for Best Rock Instrumental Performance 2001.
Fu nominato per due Academy Awards e vinse tre Grammy Award, due Golden Globe, due Ivor Novello Award, un Annie e un Emmy.
Compose assieme ad Eric Clapton lo strumentale Edge of Darkness
Kamen lavorò a lungo con i Metallica con cui si esibì in un concerto a Berkeley, California, con la band e la San Francisco Symphony Orchestra, pubblicando l'album live, S&M.
Nel 1997 gli fu diagnosticata una sclerosi multipla e nel 2003, a soli 55 anni, morì per attacco cardiaco. L'ultima sua registrazione apparve nel disco di Bryan Adams Room Service.

## Filmografia parziale
- Il prossimo uomo (The Next Man), regia di Richard C. Sarafian (1976)
- Venom, regia di Piers Haggard e Tobe Hooper (1981)
- La zona morta (The Dead Zone), regia di David Cronenberg (1983)
- Brazil, regia di Terry Gilliam (1985)
- Mona Lisa, regia di Neil Jordan (1986)
- Shanghai Surprise, regia di Jim Goddard (1986)
- Highlander - L'ultimo immortale (Highlander), regia di Russell Mulcahy (1986)
- Storie incredibili (Amazing Stories) - serie TV, episodio 1x19 (1986)
- Tutto quella notte (Adventures in Babysitting), regia di Chris Columbus (1987)
- Suspect - Presunto colpevole (Suspect), regia di Peter Yates (1987)
- Arma letale (Lethal Weapon), regia di Richard Donner (1987)
- Action Jackson, regia di Craig R. Baxley (1988)
- Trappola di cristallo (Die Hard), regia di John McTiernan (1988)
- Le avventure del Barone di Munchausen (The Adventures of Baron Munchausen), regia di Terry Gilliam (1988)
- Il duro del Road House (Road House), regia di Rowdy Herrington (1989)
- Arma letale 2 (Lethal Weapon 2), regia di Richard Donner (1989)
- 007 - Vendetta privata (Licence to Kill), regia di John Glen (1989)
- Faccia di rame (Renegades), regia di Jack Sholder (1989)
- 58 minuti per morire - Die Harder (Die Hard 2), regia di Renny Harlin (1990)
- Hudson Hawk - Il mago del furto (Hudson Hawk), regia di Michael Lehmann (1990)
- L'ultimo boy scout (The Last Boy Scout), regia di Tony Scott (1991)
- Robin Hood - Principe dei ladri (Robin Hood: Prince of Thieves), regia di Kevin Reynolds (1991)
- Arma letale 3 (Lethal Weapon 3), regia di Richard Donner (1992)
- Vite sospese (Shining Through), regia di David Seltzer (1992)
- Last Action Hero - L'ultimo grande eroe (Last Action Hero), regia di John McTiernan (1993)
- I tre moschettieri (The Three Musketeers), regia di Stephen Herek (1993)
- Die Hard - Duri a morire (Die Hard: With a Vengeance), regia di John McTiernan (1995)
- Amiche (Circle of Friends), regia di Pat O'Connor (1995)
- Don Juan De Marco - Maestro d'amore (Don Juan De Marco), regia di Jeremy Leven (1995)
- Goodbye Mr. Holland (Mr. Holland's Opus), regia di Stephen Herek (1995)
- Stonewall, regia di Nigel Finch (1995)
- Jack, regia di Francis Ford Coppola (1996)
- La carica dei 101 - Questa volta la magia è vera (One Hundred and One Dalmatians), regia di Stephen Herek (1996)
- L'ospite d'inverno (The Winter Guest), regia di Alan Rickman (1997)
- Punto di non ritorno (Event Horizon), regia di Paul W. S. Anderson (1997)
- Innocenza infranta (Inventing the Abbotts), regia di Pat O'Connor (1997)
- Dalla Terra alla Luna (From the Earth to the Moon) – miniserie TV, 12 puntate (1998)
- Arma letale 4 (Lethal Weapon 4), regia di Richard Donner (1998)
- Al di là dei sogni (What Dreams May Come), regia di Vincent Ward (1998)
- Il gigante di ferro (The Iron Giant), regia di Brad Bird (1999)
- Frequency - Il futuro è in ascolto (Frequency), regia di Gregory Hoblit (2000)
- X-Men, regia di Bryan Singer (2000)
- Band of Brothers - Fratelli al fronte, regia di vari registi tra cui Tom Hanks (2001)
- Terra di confine - Open Range (Open Range), regia di Kevin Costner (2003)
- Una teenager alla Casa Bianca (First Daughter), regia di Forest Whitaker (2004)
- Against the Ropes, regia di Charles S. Dutton (2004)
- Fearless (Huo Yuanjia), regia di Ronny Yu (2006)
- Die Hard - Vivere o morire (Live Free or Die Hard), regia di Len Wiseman (2007)